# Platypalpus angustifrons
Platypalpus angustifrons är en tvåvingeart som beskrevs av Frey 1943. Platypalpus angustifrons ingår i släktet Platypalpus och familjen puckeldansflugor. Inga underarter finns listade i Catalogue of Life.